# Creightons Schlankbeutelratte
Creightons Schlankbeutelratte (Marmosops creightoni) ist eine Beuteltierart, die lediglich aus einem kleinen, in der Nähe der bolivianischen Großstadt La Paz gelegenen Gebiet vorkommt. Die Art wurde erst im Jahr 2004 beschrieben und nach G. Ken Creighton benannt, der die Typusexemplare gesammelt hat und im Jahr 1984 die erste, moderne auf morphologischen Grundlagen beruhende Phylogenie der Beutelratten verfasst hat.

## Beschreibung
Die Tiere erreichen eine Kopfrumpflänge von 11,4 bis 14 cm, haben einen 15 bis 17,7 cm langen Schwanz und erreichen ein Gewicht von 32 bis 54 g. Das Rückenfell der Tiere sowie die Kopfoberseite sind schokoladenbraun. Rund um die Augen finden sich dunkle Augenringe, die nicht bis zur Nase und den Ohrbasen reichen. Die Ohren sind dunkel, unbehaart und 21 bis 25 mm lang. Die Condylobasallänge liegt bei 32,6 bis 35,6 mm. Das Bauchfell ist hellbraun. Der Schwanz, dessen Länge etwa 130 % der Kopfrumpflänge beträgt, ist auf der körpernahen Hälfte einfarbig dunkelgrau gefärbt und die körperferne Hälfte ist auf der Oberseite dunkel, auf der Unterseite hell. Die Schwanzspitze ist weiß. Die Füße sind bräunlich und kontrastieren mit den weißlichen Fingern und Zehen. Weibchen haben keinen Beutel. Die Anzahl der Zitzen beträgt neun, vier befinden sich an den Seiten und eine ist in der Mitte.

## Lebensraum und Lebensweise
Creightons Schlankbeutelratte lebt in 1800 bis 3000 Metern Höhe in feuchten, dicht mit Moosen, Flechten, Farnen und Epiphyten bewachsenen Bergwäldern, außerdem in ungestörten, von Bambus dominierten Sekundärwäldern zwischen denen sich Flecken des ursprünglichen Waldes befinden. Über die Ernährung, die Aktivitätsmuster, die Fortpflanzung und das übrige Verhalten der Art ist so gut wie nichts bekannt. Wahrscheinlich ist sie eher bodenbewohnend. Andere Kleinsäuger im Biotop sind die Kleine Graslandmaus (Akodon mimus), Microryzomys minutus aus der Gattung der Kleinstreisratten, Oryzomys levipes aus der Gattung der Reisratten, Oxymycterus nigrifrons aus der Gattung der Grabmäuse und je eine unbeschriebene Art der Chibcha-Wassermäuse (Chibchanomys), der Zwergreisratten (Oligoryzomys) und der Paramo-Mäuse (Thomasomys). Alle gehören zu den Sigmodontinae aus der Familie der Wühler (Cricetidae).

## Status
Über eine eventuelle Gefährdung von Creightons Schlankbeutelratte kann die IUCN keine Angaben machen, da nicht genügend Daten vorliegen. Sie kommt auch in einem Schutzgebiet, dem Cotapata-Nationalpark vor.

## Belege
1. 1 2 3 4  Diego Astúa: Family Didelphidae (Opossums). in Don E. Wilson, Russell A. Mittermeier: Handbook of the Mammals of the World – Volume 5. Monotremes and Marsupials. Lynx Editions, 2015, ISBN 978-84-96553-99-6. Seite 184–185.
2. 1 2 3  Robert S. Voss, Teresa Tarifa & Eric Yensen (2004). An Introduction to Marmosops (Marsupialia: Didelphidae), with the Description of a New Species from Bolivia and Notes on the Taxonomy and Distribution of Other Bolivian Forms. American Museum Novitates. 3466: ISSN 0003-0082.
3. ↑  Marmosops creightoni in der Roten Liste gefährdeter Arten der IUCN 2016. Eingestellt von: Tarifa, T., 2016. Abgerufen am 3. Februar 2019.